# Don Carlos Buell
Don Carlos Buell (23. marts 1818 – 19. november 1898) var en karriereofficer i den amerikanske hær. Han deltog i Seminolekrigene, Den mexicansk-amerikanske krig og den amerikanske borgerkrig.

## Tidlige år
Buell blev født nær Marietta i Ohio og boede i en periode inden borgerkrigen i Indiana. Han dimitterede fra Militærakademiet i West Point i 1841 og blev sekondløjtnant i infanteriet. I den Mexicansk-amerikanske krig tjente han under både Zachary Taylor og Winfield Scott. Han fik 3 midlertidige forfremmelser for tapperhed og blev såret under Slaget ved Churubusco. Efterfølgende tjente han som generaladjudant i den amerikanske hær og som adjudant i Californien.

## Borgerkrigen
Ved borgerkrigens start blev Buell tidligt med til at organisere hovedstyrken Army of the Potomac og kommanderede i en kort periode en af dens divisioner. I november 1861 efterfulgte han William T. Sherman som chef for Ohio-militærdistriktet, som senere fik betegnelsen Army of the Ohio og dernæst Army of the Cumberland), til operationer i det østlige Tennessee, et område med unionssympatier, der blev tillagt stor politisk betydning. Buell så grundlæggende bort fra sine ordrer og rykkede frem og indtog Nashville, hovedstaden i Tennessee den 25. februar 1862. Der var ikke megen modstand fra sydstatshæren, som var optaget andetsteds af general Grant, som netop indtog Fort Henry og Fort Donelson. Den 21. marts 1862 blev han forfremmet til generalmajor.

Ved Shiloh forstærkede han Grant og hjalp ham dermed til at besejre sydstatshæren den 7. april 1862. Buell betragtede sin ankomst som den primære årsag til, at Grant undgik et større nederlag, og Grant udviklede en professionel uvilje mod ham, som forfulgte ham i hans fremtidige karriere. Buell fortsatte under Henry W. Halleck ved slaget om Corinth. I juni og juli indledte Buell en langsom fremrykning mod Chattanooga, men hans forsyningslinier blev afbrudt af sydstatskavaleri under Nathan Bedford Forrest og hans offensiv gik i stå. 

I denne periode fik Buell rodet sig ind i flere politiske vanskeligheder. Nogle nordstatsfolk mistænkte ham for sydstatssympatier, fordi han var en af de få unionsofficerer, der ejede slaver (han havde arvet dem fra sin kones familie). Mistankerne fortsatte, da Buell gennemførte en streng politik om ikke at samarbejde med civile fra Syden under sine operationer i Tennessee og Alabama. En alvorlig episode indtraf den 2. maj 1862, da byen Athens i Alabama blev plyndret af unionssoldater. Buell, som var kendt for sin jernhårde disciplin, blev rasende og rejste anklage mod den kommanderende officer på stedet, John B. Turchin. Præsident Abraham Lincoln gav efter for presset fra politikere fra Tennessee og beordrede general George H. Thomas til at tage over fra Buell den 30. september 1862. Da Thomas afslog posten, gav Lincoln igen efter og lod Buell fortsætte på posten. Turchin undgik en krigsret og blev senere forfremmet til brigadegeneral. 

I efteråret 1862 invaderede sydstatsgeneralen Braxton Bragg Kentucky, og Buell blev nødt til at trække sig tilbage til Ohiofloden. Den 8. oktober kæmpede Buell mod Bragg i Slaget ved Perryville, der ikke fik en klar vinder. Det bremsede dog sydstatshærens invasion og tvang den tilbage til Tennessee, men han undlod at forfølge Bragg. På grund af denne beslutning blev han frataget sin kommando den 24. oktober og erstattet af William S. Rosecrans.

Buell tilbragte det næste halvandet år i Indianapolis uden kommando, men i håbet om at en militær kommission ville rense ham. Han hævdede, at han ikke havde forfulgt Bragg, fordi han manglede forsyninger. Han blev aldrig frikendt og forlod militærtjenesten den 23. maj 1864. Selv om han var blevet tilbudt en kommando på anbefaling af Grant, afslog Buell den, idet han hævdede, at det ville være en degradering af tjene under Sherman eller Canby da han havde højere rang end dem begge. I sine erindringer kaldte Grant dette for "den værste undskyldning, en soldat kan komme med for at undslå sig tjeneste".

## Efter krigen
Efter krigen boede Buell igen i Indiana og derefter i Kentucky, hvor han var beskæftiget i jern- og stålindustrien som direktør for Green River Iron Company. Fra 1885 til 1889 administrerede han pensionsudbetalinger som Government Pension agent. Han døde i sit hjem i Rockport, Kentucky og blev begravet i St. Louis, Missouri.